# Сальєрсвілл (Кентуккі)
Сальєрсвілл (англ. Salyersville) — місто (англ. city) в США, в окрузі Меґоффін штату Кентуккі. Населення — 1591 особа (2020).

## Географія
Сальєрсвілл розташований за координатами 37°44′30″ пн. ш. 83°3′49″ зх. д. / 37.74167° пн. ш. 83.06361° зх. д. (37.741767, -83.063632).  За даними Бюро перепису населення США в 2010 році місто мало площу 6,47 км², з яких 6,41 км² — суходіл та 0,07 км² — водойми.

## Демографія
Згідно з переписом 2010 року, у місті мешкали 1883 особи в 758 домогосподарствах у складі 471 родини. Густота населення становила 291 особа/км².  Було 857 помешкань (132/км²).
Расовий склад населення:
| - 97,8 % — білих - 0,3 % — корінних американців - 0,1 % — чорних або афроамериканців - 1,2 % — осіб інших рас |

До двох чи більше рас належало 0,6 %. Частка іспаномовних становила 2,3 % від усіх жителів.
За віковим діапазоном населення розподілялося таким чином: 25,4 % — особи молодші 18 років, 57,9 % — особи у віці 18—64 років, 16,7 % — особи у віці 65 років та старші. Медіана віку мешканця становила 39,5 року. На 100 осіб жіночої статі у місті припадало 88,5 чоловіків;  на 100 жінок у віці від 18 років та старших — 81,8 чоловіків також старших 18 років.
Середній дохід на одне домашнє господарство  становив 39 752 долари США (медіана — 21 384), а середній дохід на одну сім'ю — 53 094 долари (медіана — 31 544). Медіана доходів становила 36 333 долари для чоловіків та 31 472 долари для жінок. За межею бідності перебувало 37,3 % осіб, у тому числі 48,5 % дітей у віці до 18 років та 33,1 % осіб у віці 65 років та старших.
Цивільне працевлаштоване населення становило 472 особи. Основні галузі зайнятості: освіта, охорона здоров'я та соціальна допомога — 38,1 %, роздрібна торгівля — 15,9 %, мистецтво, розваги та відпочинок — 13,1 %.